# Agelasta lacteospreta
Agelasta lacteospreta är en skalbaggsart som beskrevs av Heller 1923. Agelasta lacteospreta ingår i släktet Agelasta och familjen långhorningar.
Artens utbredningsområde är Filippinerna. Inga underarter finns listade i Catalogue of Life.